# 26668 Tonyho
26668 Tonyho este un asteroid din centura principală de asteroizi.

## Descriere
26668 Tonyho este un asteroid din centura principală de asteroizi. A fost descoperit pe 19 ianuarie 2001 la Socorro, New Mexico, în cadrul proiectului LINEAR. Asteroidul prezintă o orbită caracterizată de o semiaxă mare de 3,08 ua, o excentricitate de 0,14 și o înclinație de 7,8° în raport cu ecliptica.